# فرد بولک
فرد بولک (به انگلیسی: Fred Bullock) بازیکن فوتبال زادهٔ ۱۸۸۵ اهل کشور انگلستان بود که سابقهٔ بازی در تیم ملی فوتبال انگلستان را در کارنامهٔ خود دارد. وی در تاریخ ۲۰ اکتبر ۱۹۲۳ تنها بازی ملی خود را در مقابل تیم ملی فوتبال ایرلند انجام داد.